# 베르크투코투코
베르크투코투코(Ctenomys bergi)는 투코투코과에 속하는 설치류의 일종이다. 학명은 라트비아-아르헨티나 생물학자 베르크(Frederico Guillermo Carlos Berg)의 이름에서 유래했다. 중부 아르헨티나 코르도바 주 북서부의 토착종이다. 서식지는 모래 언덕 지역과 겹치는 풀밭 지역이다. 서식지의 악화와 작은 서식지의 심각한 파편화로 위협을 받고 있다.